# Jules Poncelet

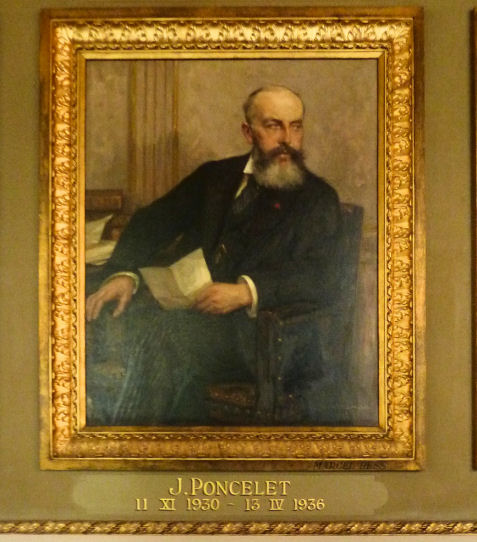
Porträt von Jules Poncelet, gemalt von Marcel Hess

Jules Jean Pierre Joseph Poncelet (* 19. Mai 1869 in Offagne, Provinz Luxemburg; † 23. April 1952 ebenda) war ein belgischer Politiker der Katholischen Partei und unter anderem Präsident der Abgeordnetenkammer.

## Biografie
Nach dem Schulbesuch studierte er Rechtswissenschaft und schloss dieses Studium mit der Promotion zum Doktor der Rechtswissenschaften ab.
Seine politische Laufbahn begann er 1894 mit der Wahl zum Mitglied des Rates der Provinz Luxemburg und vertrat dort bis 1912 die Interessen der Katholischen Partei. Daneben war er zwischen 1903 und 1934 auch Mitglied des Gemeinderates seiner Geburtsstadt Offagne und dort 1903 auch Schöffe (Beigeordneter).
Nach seinem Ausscheiden aus dem Provinzialrat wurde er 1912 zum Mitglied der Abgeordnetenkammer gewählt und gehörte dieser als Vertreter der Katholischen Partei bis 1939 an.
Zuletzt war er vom 11. Juni 1930 bis zum 23. Juni 1936 Präsident der Abgeordnetenkammer. Für seine politischen Verdienste wurde Jules Poncelet am 23. September 1932 neben Xavier Neujean mit dem Ehrentitel Staatsminister ausgezeichnet. 